# Les Ventes-de-Bourse
Les Ventes-de-Bourse è un comune francese di 149 abitanti situato nel dipartimento dell'Orne nella regione della Normandia.

## Società

### Evoluzione demografica
Abitanti censiti